# Rick Bota
Rick Bota ist ein US-amerikanischer Kameramann und Regisseur. 

## Leben
Seine Karriere im Filmgeschäft begann er als einfacher Kameramann (camera operator) Ende der 1980er Jahre. Für die Fernsehserie Der Werwolf kehrt zurück (Werewolf) war er erstmals als Kameramann tätig. Im Jahr 1997 wirkte er als second unit director an den Filmen Mimic – Angriff der Killerinsekten und … denn zum Küssen sind sie da mit. Zwei Jahre später inszenierte er für die Serie L.A. Doctors eine Episode und gab damit sein Debüt als Regisseur. Sein Spielfilmdebüt als Regisseur folgte im Jahr 2002, als er den Horrorfilm Hellraiser: Hellseeker inszenierte. Als Kameramann war er bis ins Jahr 2011 hinein weiterhin sowohl für Kino- wie auch Fernsehproduktionen tätig. So arbeitete er auch an der Serie Jericho – Der Anschlag als Kameramann mit. Als Regisseur ist er vor allem an Fernsehserien beteiligt.

## Filmografie (Auswahl)

### Als Regisseur
- 2002: Hellraiser: Hellseeker
- 2005: Hellraiser: Deader
- 2005: Hellraiser: Hellworld
- 2012–2013: Beauty and the Beast (Fernsehserie, 5 Episoden)
- 2013–2015: Haven (Fernsehserie, 5 Episoden)

### Als Kameramann
- 1991: Klinik des Todes (Deadly Medicine)
- 1991: Bloodfist 3 – Zum Kämpfen verurteilt (Bloodfist III: Forced to Fight)
- 1992: Cold Sweat (Final Embrace)
- 1994: Future Lover (The Companion)
- 1995: Ritter der Dämonen (Tales from the Crypt: Demon Knight)
- 1995: Innocent Babysitter (The Babysitter)
- 1996: Barb Wire
- 1996: Glimmer Man
- 1999: Haunted Hill (House on Hounted Hill)
- 2001: Schrei wenn Du kannst (Valentine)
- 2007–2008: Jericho – Der Anschlag (Jericho, Fernsehserie)